# Брезе Микола Костянтинович
Мико́ла Костянти́нович Бре́зе (рос. Николай Константинович Брезе) — російський художник, літограф другої половини 19 століття.

## Біографічні відомості
Від 1855 року учень (на правах вільного приходу) Петербурзької академії мистецтв. 1860 року роботи Брезе відзначено двома срібними медалями Академії.
Від 1861 року — вільний художник портретного живопису. Літограф, працював у портретному та пейзажному жанрах.

## Твори
На літографії Брезе 1853 року показано загальний вигляд Кам'янець-Подільського замку.